# Liste des gares de l'Ariège

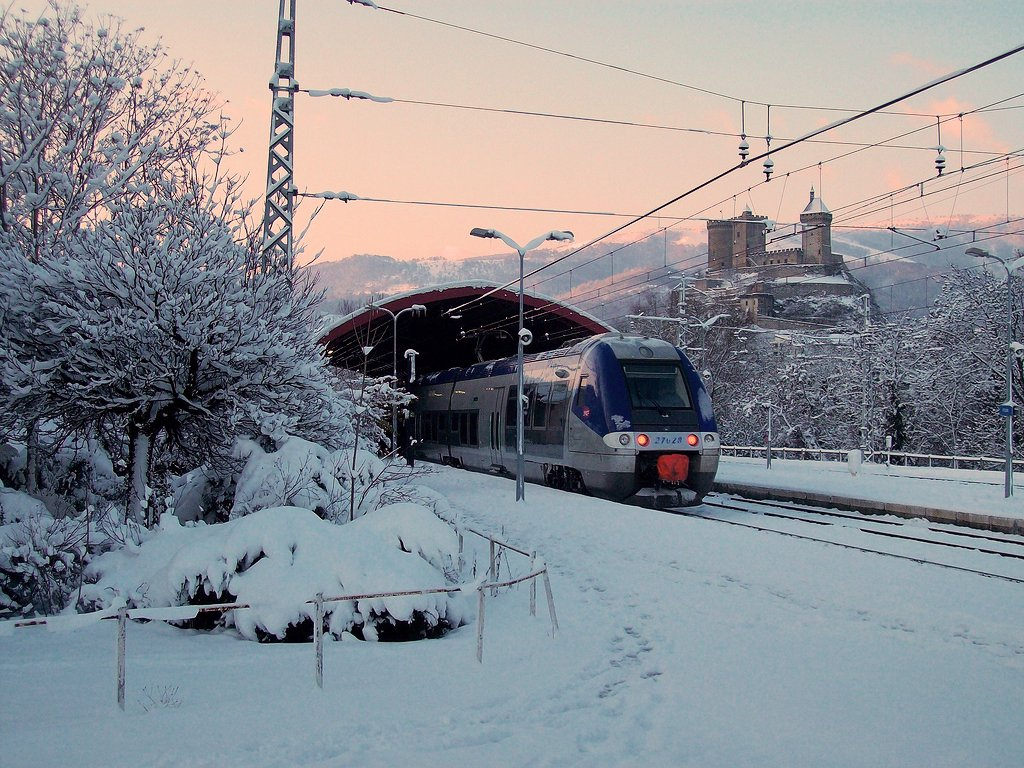
La gare de Foix sous la neige.

La liste des gares de l'Ariège, est une liste des gares ferroviaires, haltes ou arrêts, situées dans le département de l'Ariège, en région Occitanie.
Certains bâtiments ont été transformés sur des initiatives privées ou publiques. La SNCF, en déficit chronique, envisage la location du logement désaffecté de gares en activité.
Liste actuellement non exhaustive, les gares fermées sont en italique.

## Gares ferroviaires des lignes du réseau national

### Gares ouvertes au trafic voyageurs
| Gare                   | Ligne(s) | Communes                    | Fréquentation annuelle (2023) | Image |
| ---------------------- | --- | --------------------------- | ----------------------------- | ----- |
| Andorre - L'Hospitalet | Intercités de Nuit : - Paris-Austerlitz - Latour-de-Carol TER Occitanie : - Toulouse-Matabiau - Latour-de-Carol | L'Hospitalet-près-l'Andorre | 19 765                        |       |
| Ax-les-Thermes         | Intercités de Nuit : - Paris-Austerlitz - Latour-de-Carol TER Occitanie : - Toulouse-Matabiau - Latour-de-Carol | Ax-les-Thermes              | 93 053                        |       |
| Les Cabannes           | Intercités de Nuit : - Paris-Austerlitz - Latour-de-Carol TER Occitanie : - Toulouse-Matabiau - Latour-de-Carol | Les Cabannes                | 12 426                        |       |
| Foix                   | Intercités de Nuit : - Paris-Austerlitz - Latour-de-Carol TER Occitanie : - Toulouse-Matabiau - Latour-de-Carol | Foix                        | 318 840                       |       |
| Luzenac - Garanou      | Intercités de Nuit : - Paris-Austerlitz - Latour-de-Carol TER Occitanie : - Toulouse-Matabiau - Latour-de-Carol | Garanou                     | 11 835                        |       |
| Mérens-les-Vals        | Intercités de Nuit : - Paris-Austerlitz - Latour-de-Carol TER Occitanie : - Toulouse-Matabiau - Latour-de-Carol | Mérens-les-Vals             | 8 453                         |       |
| Pamiers                | Intercités de Nuit : - Paris-Austerlitz - Latour-de-Carol TER Occitanie : - Toulouse-Matabiau - Latour-de-Carol | Pamiers                     | 407 502                       |       |
| Saint-Jean-de-Verges   | TER Occitanie : - Toulouse-Matabiau - Latour-de-Carol                                                           | Saint-Jean-de-Verges        | 11 540                        |       |
| Saverdun               | Intercités de Nuit : - Paris-Austerlitz - Latour-de-Carol TER Occitanie : - Toulouse-Matabiau - Latour-de-Carol | Saverdun                    | 193 894                       |       |
| Tarascon-sur-Ariège    | Intercités de Nuit : - Paris-Austerlitz - Latour-de-Carol TER Occitanie : - Toulouse-Matabiau - Latour-de-Carol | Tarascon-sur-Ariège         | 97 437                        |       |
| Varilhes               | TER Occitanie : - Toulouse-Matabiau - Latour-de-Carol                                                           | Varilhes                    | 57 877                        |       |
| Le Vernet-d'Ariège     | TER Occitanie : - Toulouse-Matabiau - Latour-de-Carol                                                           | Le Vernet                   | 19 537                        |       |

### Gares fermées au trafic voyageurs: situées sur une ligne en service
- Gare du Castelet
- Gare de Mercus-Garrabet
- Gare de Saint-Paul-Saint-Antoine
- Gare d'Ussat-les-Bains
- Gare de Verniolle
- Gare de Vèbre

### Gares fermées au trafic voyageurs: situées sur une ligne fermée
- Gare de Baliar
- Gare de La Bastide-de-Sérou
- Gare de Baulou
- Gare de Cadarcet
- Gare de Camon
- Gare du Carlaret
- Gare de Castelnau-Durban
- Gare de Caumont
- Gare de Coutens
- Gare de Lacave
- Gare de Lagarde
- Gare de Laroque-d'Olmes
- Gare de Lavelanet
- Gare de Lescure
- Gare de Mirepoix
- Gare de Montels
- Gare de Moulin-Neuf
- Gare du Peyrat - La Bastide
- Gare de Prat et Bonrepaux
- Gare des Pujols
- Gare de Rieucros
- Gare de Rimont
- Gare de Rivel - Montbel
- Gare de Saint-Amadou
- Gare de Saint-Girons
- Gare de Saint-Lizier
- Gare de Ségalas
- Gare de Seix - Oust
- Gare de Sentaraille

## Voie étroite

### Gares fermées au trafic voyageurs situées sur une ligne fermée

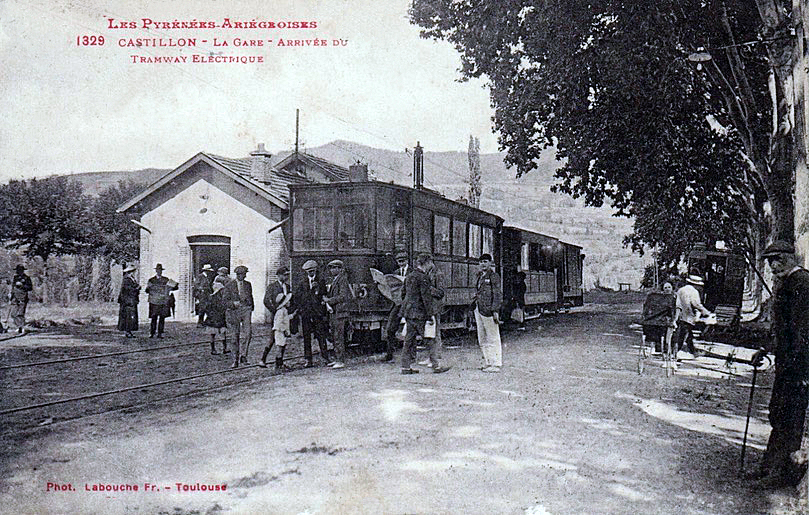
La gare du tramway de Castillon en 1915

- Gare d'Artigat
- Gare d'Aulus-les-Bains
- Gare d'Auzat
- Gare de La Bastide-de-Besplas
- Gare de Cabre
- Gare de Campagne
- Gare de Capoulet
- Gare de Castillon-en-Couserans
- Gare de Daumazan
- Gare d'Ercé
- Gare du Fossat
- Gare de Junac
- Gare de Lézat
- Gare de Massabrac - Saint-Ybard
- Gare du Mas-d'Azil
- Gare de Niaux
- Gare de Pailhès
- Gare du Pont de Vicdessos
- Gare de Sabarat
- Gare de Sabart
- Gare de Saint-Roch
- Gare de Vicdessos

## Les lignes ferroviaires

### En service
- Ligne de Portet-Saint-Simon à Puigcerda (frontière)

### Désaffectées

#### à voie normale
- Ligne de Boussens à Saint-Girons
- Ligne de Foix à Saint-Girons
- Ligne de Moulin-Neuf à Lavelanet
- Ligne de Pamiers à Limoux

#### à voie métrique
- Ligne de Oust à Aulus-les-Bains
- Ligne de Saint-Girons à Castillon et à Sentein
- Ligne de Tarascon-sur-Ariège à Auzat
- Chemins de fer du Sud-Ouest
  - Ligne de Carbonne au Mas-d'Azil
  - Ligne de Toulouse-Roguet à Sabarat

### Projet abandonné
- Ligne de Saint-Girons à Oust puis Lérida (Espagne), cette ligne n'a jamais reçu de rails malgré des travaux préalables (dont 5 tunnels) qui ont été réalisés.